# シヴァ
シヴァ（[ˈʃivə]; サンスクリット: शिव, Śiva、「吉祥者」、「吉祥ある者」の意）は、ヒンドゥー教の神である。現代のヒンドゥー教では最も影響力を持つ3柱の主神の中の1人であり、特にシヴァ派では最高神に位置付けられている。
トリムルティ（ヒンドゥーの理論の1つ）ではシヴァは「破壊/再生」を司る様相であり、ブラフマー、ヴィシュヌとともに3柱の重要な神の中の1人として扱われている。また、シヴァ派では世界の創造、維持、再生を司る最高神として位置づけられている。デーヴィ（ヒンドゥーの女神）らを重視するシャクティ派では女神らが最高神として位置づけられている一方で、シヴァもヴィシュヌ、ブラフマーとともに崇拝の対象となっている。このシャクティ派では女神らがシヴァやそれぞれの神の根源であると考えられており、パールヴァティー（女神）がシヴァに対応する相互補完的なパートナーであるとされている。スマールタ派のパンチャヤタナ・プージャ（儀式）ではシヴァは礼拝の対象となる5柱の中の1人に数えられる。
最も賞揚される文脈では、シヴァは形の無い、無限の、超越的な、不変絶対のブラフマンであり、同時に世界の根源的なアートマン（自我、魂）であると語られる。シヴァに関する神話では慈悲深い様を示す描写がある一方で、対照的に恐ろしい性質を見せるエピソードも多く語られ、曖昧さとパラドックスの神などとも表現される。また、アディヨーギー・シヴァ（Adiyogi、第一の修行者）とも呼ばれ、ヨーガ、瞑想、芸術の守護神でもある。
偶像上のシヴァの特徴としては、額の第三の目、首に巻かれた蛇、三日月の装飾具、絡まる髪の毛から流れるガンジス川、武器であるトリシューラ（三叉の槍）、ダマル（太鼓）が挙げられる。シヴァは通常リンガという形に象徴化され信仰される。また、シヴァは地域によらずインド、ネパール、スリランカなど全土で信仰されている。

## 名前

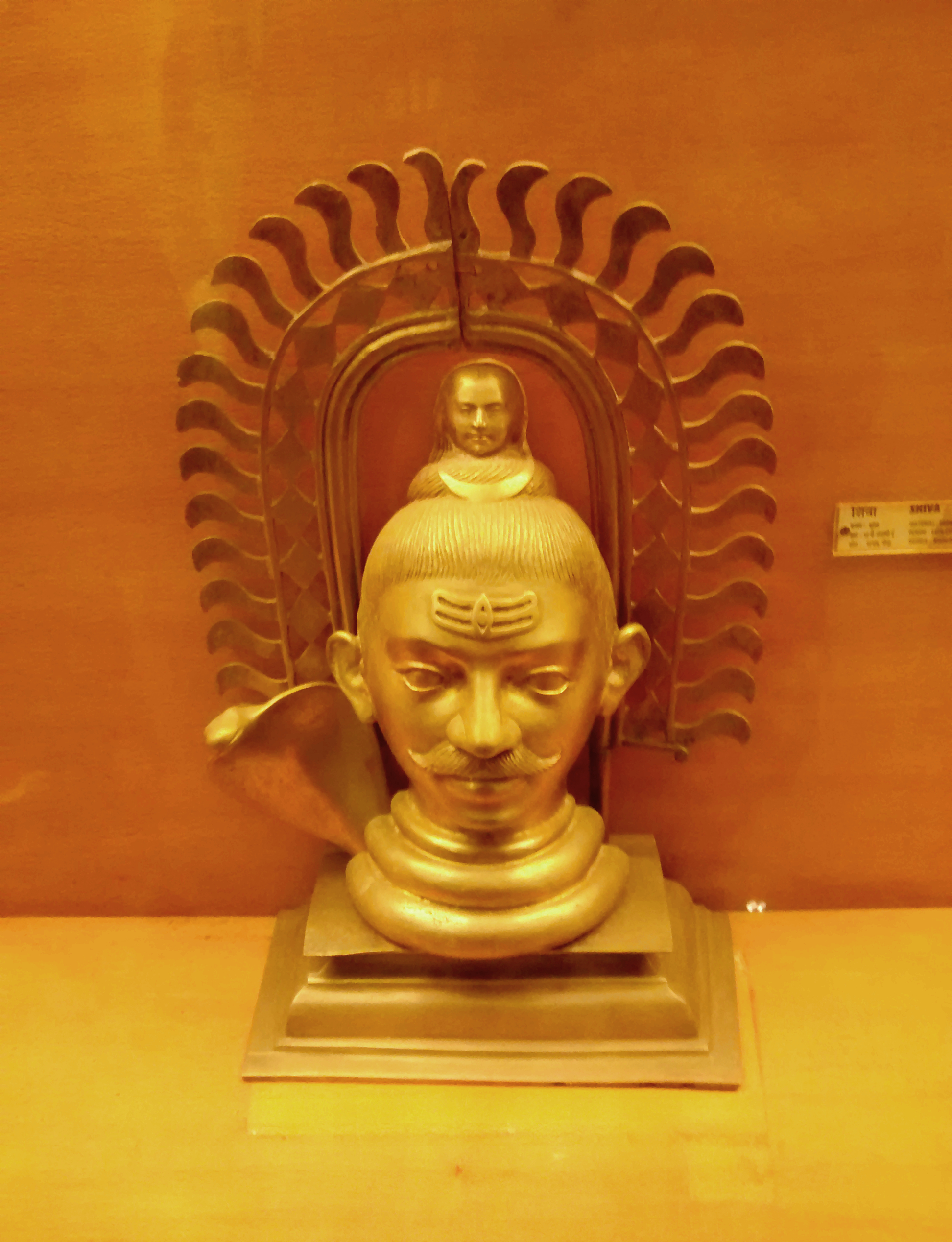
ムカリンガ（シヴァの顔が彫られたリンガ）。髭を蓄えるシヴァが描かれている。

サンスクリット語の「シヴァ」（Śiva、शिव）という単語がシヴァ神の名前の由来であると広く受け入れられている。モニエル＝ウィリアムズによれば「シヴァ」という語は「吉祥な」、「好都合な」、「慈悲深い」、「親切な」、「友好的な」という意味を持つ。民間語源を辿ると「シヴァ」の「シ」は「内に全てを擁するもの、遍く広がる様」を意味し、「ヴァ」は「優雅さを体現する物」を意味する。この「シヴァ」はリグ・ヴェーダでは添え名として使われており、例えばルドラなど、いくつかの神の形容辞となっている。こういった「シヴァ」という語の形容詞的用法はヴェーダ時代の様々な文献にて、多くの神々に対して適用されている例を見ることができる。つまりヴェーダ時代には「ルドラ・シヴァ」というような形容詞的な使われ方をしていた「シヴァ」という語が、後の時代には名詞の「シヴァ」、すなわち創造、再生、破壊を司る縁起の良い神、シヴァ神へと発展している。
ラム・カラン・シャルマは語源に関する異説としてサンスクリット語の「シャルヴ」（śarv-）を挙げている。これは「傷つけること、殺すこと」という意味を持っており、従ってシャルマによればシヴァ神の名前は「闇の軍勢を打ち倒す者」という意味を含んでいる。
サンスクリット語の「シャイヴァ」（śaiva）は「シヴァに関する物」を意味する言葉であり、ヒンドゥー教主流派のひとつであるシヴァ派（शैव पंथ、Śaiva Paṁtha）及びその信者を表す名詞にもなっている。同様にシヴァに関係する信仰や儀式を特徴づける形容詞としても使われる。
専門家の中にはタミル語の「シヴァップ」（śivappu）にシヴァ神の名前の由来を求めるものもいる。「シヴァップ」は「赤」を意味しており、これはシヴァ神が太陽（タミル語でシヴァン、śivan）と結び付けて考えられること、およびリグ・ヴェーダにてルドラ神が「バブルー」（Babhru、茶色、あるいは赤の意）と呼ばれていることを根拠としている。ヴィシュヌ・サハスラナーマ（ヴィシュヌ神の賛歌）ではシヴァ神に、例えば「純粋な者」、「プラクリティのグナの影響を受けぬ者」など複数の意味を与えている。
シヴァは「マハーデーヴァ」、「マヘーシュヴァラ」、「トリローチャナ」など多くの異名を持つことで知られている。シヴァ派におけるシヴァ神の最高神としての位置づけは「マハーデーヴァ」（Mahādeva、偉大な神）、マヘーシュヴァラ（Maheśvara、偉大な王）、パラメーシュヴァラ（Parameśvara、至高の王）といった異名に反映されている。
中世のインドの文献にはサハスラナーマ（千の名前の意）というジャンルがあり、それぞれの神の性質に由来する異名や添え名を集めている。シヴァのサハスラナーマに関しては少なくとも8つのバージョンが確認されており、多くのシヴァの異名が賛歌形式にまとめられている。マハーバーラタの13巻、アヌシャーサナ・パルヴァにもサハスラナーマが含まれている。マハニヤーサ（Mahanyasa）にはシヴァのダシャー・サラスラナーマ（万の名前の意）が存在する。

## シヴァの歴史
シヴァに関わる神話や習慣といった伝統はヒンドゥー教の中で大きな位置を占めており、インド、ネパール、スリランカ、インドネシア（バリ・ヒンドゥー）とヒンドゥー文化圏の各地で信仰を集める。しかしシヴァのルーツに関してははっきりしておらず、議論が残っている。

### ビームベートカーの壁画
考古学者ヤショーダル・マトパルやアリ・ジャヴィッド（Ali Javid）らはビームベートカーの岩陰遺跡の先史時代の壁画に描かれているものが、踊っているシヴァであり、シヴァのトリシューラ（三叉の槍）であり、彼のヴァーハナ（乗り物とされる動物）のナンディンであると解釈している。これらの壁画は放射性炭素年代測定によって紀元前1万年以前のものであると見積もられている。しかしハワード・モーフィー（Howard Morphy）は動物に関する古代の壁画に関してまとめた著作の中で、ビームベートカーの件の壁画を、狩りをする集団と動物と解釈しており、そのうえ踊っている集団は様々に受け取ることができるとしている。

### インダス文明

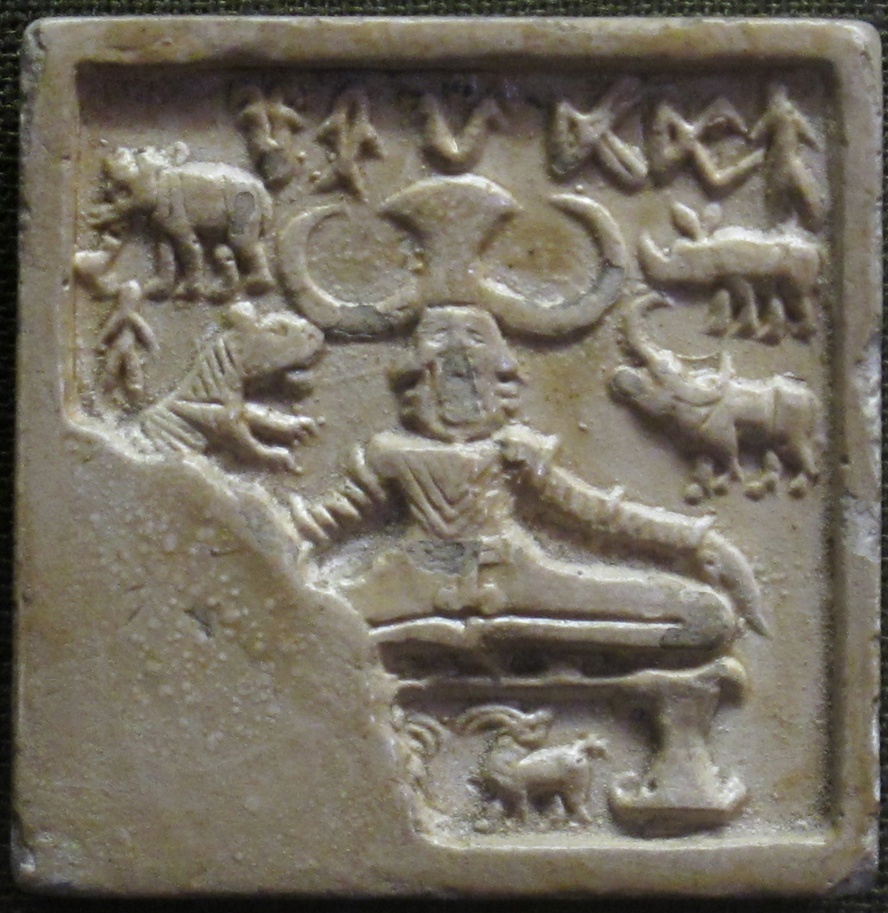
インダス谷の遺跡発掘の中で見つかった印章。結跏趺坐を組むヨーギー（修行者）、あるいはシヴァともとれる意匠は注目を集めた。

インダス谷（インダス文明）のモヘンジョダロの発掘で見つかった印章のひとつ（紀元前2500-2400年のもの）は、シヴァの前身を思わせる人物が描かれており注目を集めた。その印章には、角を生やし、あるいは角を形どった何かを身に着け、勃起したファルス（陰茎）を誇っているようにも読み取れる人物が、動物に囲まれて結跏趺坐を組んでいるかのような様子が描かれており、モヘンジョダロのパシュパティ（牛の王、獣の王）と名付けられた。牛もファルスもヨーガも三日月もシヴァの持つ特徴である。（参考：#シヴァ像に共通する要素）
1920年代、考古学者のジョン・マーシャルをはじめとする学者らはこの印章に描かれた人物がシヴァの前身ではないかと主張した。マーシャルはこの人物は3つの顔を持っていて、足を組み、ヨーガのポーズをとっていると解釈している。一方でギャビン・フラッドや、ジョン・ケイといった研究者たちはこの主張に懐疑的な見解を示している。フラッドによれば、牛の角にも見える三日月の形などはシヴァの特徴を反映しているように思われるが、一方で印章の人物が3つの顔を持っているかどうか、ヨーガのポーズをとっているかどうかはっきりしないし、人物を表しているのかどうかも判然としない。ジョン・ケイは印章の人物がパシュパティ、すなわちシヴァ神の初期の姿である可能性は考えられるが、このデザインの持つ2つの特徴がルドラの持っている特徴と結びつかないと語っている。シヴァはシヴァになる前にルドラを経ていると考えられている。（参考：ルドラの項）
加えてドリス・メス・スリニバサンは1997年に、グレゴリー・ポセルも2002年に否定的な意見を発表している。スリニバサンはマーシャルが人物であるとした印象のデザインを人でなく牛であり、おそらくは聖なるバッファロー・マンであると解釈している。ポセルは印章の人物が神であり、水牛とつながりを持っていて、そして何らかの修行をしているところだという考えには賛同できるが、シヴァの前身とするのは無理がある、と結論づけている。

### インド＝アーリア人の宗教
シヴァの偶像に描かれる姿や神話に語られる特徴と、ギリシャやヨーロッパの神々の持つ特徴との類似からは、シヴァ神とインド・ヨーロッパ祖族とのつながりが、あるいは古代中央アジア文化との横断的交流が指摘されている。例えば恐ろしい姿に描かれたり、慈悲深さを示したりといったシヴァの持つ二面的な性質はギリシャの神、ディオニューソスに通じるものがある。加えて両者には牛、蛇、怒り、勇猛さ、踊り、そして楽観的な性格といった共通点がみられる。アレクサンドロス大王の時代の複数の文献でシヴァを「インドのディオニューソス」と呼び、逆にディオニューソスを「オリエントの神」として言及している様子が確認できる。同様にシヴァに見られるようなファルス（男性器）を象徴として扱う習慣は、ロジャー・ウッドワード（Roger Woodward）によればアイルランド、ノルド、ギリシャ（すなわちディオニューソス）、ローマの神々にも見られ、同様に初期のインド・アーリア人に見られる「天と地を結ぶ柱」という形での象徴も各地に残っている。一方ではインド＝アーリア人を起源とする説に反対する意見もあり、彼らはアーリア人がインド亜大陸に侵入する以前の土着の信仰にシヴァの起源を求めている。

### ヴェーダ時代のシヴァ
『リグ・ヴェーダ』では「シヴァ」という言葉を見つけることもできるが、これは単純に「慈悲深い、吉祥な」という意味での添え名として使われているにとどまり、ヴェーダ時代の様々な神に対して使われる修飾辞のうちのひとつである。一方、ヴェーダ時代の文献では天候に関係し、恐ろしい力を持つルドラという神について言及されている。時代が下るにつれてこのルドラは形容詞の「シヴァ」をたびたび添えられるようになり、サンスクリット語の「シヴァ」はルドラを婉曲的に表現するための類義語としての機能を持つに至る。そして『シヴァ・プラーナ』（10-11世紀）では、シヴァ神が語る言葉の中に「私の化身であるルドラ」という表現すら現れた。こうしてシヴァはルドラと同一視されていった。

#### ルドラ
現代のヒンドゥー教で知られているシヴァの特徴は、ヴェーダ時代のルドラの持つ特徴と多くが共通しており、ヴェーダ神話に登場する暴風雨神ルドラがシヴァの前身と考えられている。『リグ・ヴェーダ』（紀元前1700-1100年）には1,028の賛歌が収録されているが、そのうちルドラに捧げられたものは3つにとどまり、この時代にはマイナーな神だった様子がうかがえる。
うなる嵐の神であるルドラは通常恐ろしい、破壊的な神という特徴に基づいて描写される。こういった畏怖を感じさせる神は『リグ・ヴェーダ』においては異色で、チャクラヴァティはルドラが唯一の例だとしている。もともと「シヴァ」とは苛烈で容赦ない自然現象であり嵐にまつわる神ルドラの名を直接呼ばないための、「吉祥者」「吉祥な」を意味する形容詞であった。その一方で『リグ・ヴェーダ』10巻の92詩ではルドラは荒っぽく、残酷な側面（ルドラ）と、慈悲深く穏やかな側面（シヴァ）の2つの性質を持つことが語られている。暴風雨は、破壊的な風水害ももたらすが、同時に土地に水をもたらして植物を育てるという二面性がある。このような災いと恩恵を共にもたらす性格は、後のシヴァにも受け継がれている。
『ヤジュル・ヴェーダ』（紀元前1200-1000年）以降、ルドラは度々「シヴァ」（慈悲深い、吉祥な）と形容されるようになる。特に『ヤジュル・ヴェーダ』に収録されているシャタルドリヤではルドラに対して100に及ぶ添え名、異名が与えられ礼賛されており、この頃を境にルドラが存在感を増している様子がうかがえる。また、ここでは「遍在する神」という、後のシヴァ神とも通ずる性質も描かれている。ヴェーダ時代の文献ではまだルドラに関して牛やその他の動物をヴァーハナ（乗り物）としているような記述は見られないが、ヴェーダ後のたとえば『マハーバーラタ』（紀元前9-8世紀）やプラーナ文献（およそ3-10世紀）などではナンディンが特にルドラとシヴァのヴァーハナであると言及されており、彼らは明確に同じ神格として結び付けられている。こうしてシヴァは、最終的に破壊と創造を司り、恐ろしくも穏やかな、そしてすべての存在を再生し賦活する神としての発展を遂げている。

#### アグニ
シヴァラーマムルティやクラムリッシュは、ルドラと火の神アグニとの深い関連を指摘している。後にルドラ・シヴァという神格へと徐々に発展していくルドラの過程を語る上で、アグニとルドラの同一性は重要な意味を持ってくる。アグニとルドラの同一性はニルクタにて明確に言及されている。ニルクタはサンスクリット語の語源について書かれた初期の文献で、そこにはアグニはルドラとも呼ばれると記されている。ステラ・クラムリッシュによればルドラ・シヴァ（ヴェーダ後のルドラ）の炎にまつわる神話を挙げれば多岐にわたり、大火災から灯りの火に至るまで、火と呼べるもの全てに及んでいる。
シャタルドリヤに登場するルドラの添え名、例えばサシパンジャラ（Sasipañjara、「炎のように赤く金色の」）やティヴァシマティ（Tivaṣīmati、「まぶしく燃える」）はアグニとルドラが融合した様子をうかがわせる。アグニは牛であると言われており、シヴァのヴァーハナは牛のナンディンである。アグニには角が生えているという言及もある。中世の聖典ではアグニも、バイラヴァすなわちシヴァの別の姿もともに燃え盛る髪を持つとされている。

#### インドラ
ウェンディー・ドニガーによればプラーナ文献で語られるシヴァはヴェーダ時代のインドラからつながっている。ドニガーは、インドラもシヴァも山、川、精力、凶暴さ、恐れをしらぬ大胆さ、戦争、確立された慣習風俗の破戒、オウム（真言）、最高の存在であること、などと関連づけられていることをその根拠として挙げている。『リグ・ヴェーダ』ではシヴァ（śiva）という語がインドラを指して使われている。インドラもシヴァと同様に牛と結び付けられている。また、シヴァと同一視されるルドラは、『リグ・ヴェーダ』ではマルト神群（ルドラの息子たちであり、インドラの従者）の父であるが、ルドラはマルト神群の特徴である好戦的な性格を持ちあわせていない。その一方でインドラとシヴァはそれを持ち合わせている。
ジャイナ教ではインドラは踊る姿で表現される。明示的に同一とされているわけではないが、このインドラはヒンドゥー教で見られる踊っているシヴァ、すなわちナタラージャとムドラ（ポーズ）が似通っている。エローラ石窟群（ヒンドゥー、仏教、ジャイナ、3宗教の遺跡）のジャイナ教窟ではティールタンカラ（ジャイナの神）の隣でインドラがシヴァ・ナタラージャと同じ調子で踊る彫刻が見られる。この踊りの類似は古代のインドラとシヴァとのつながりを示しているようにも思われる。

### 西インドでの偶像化

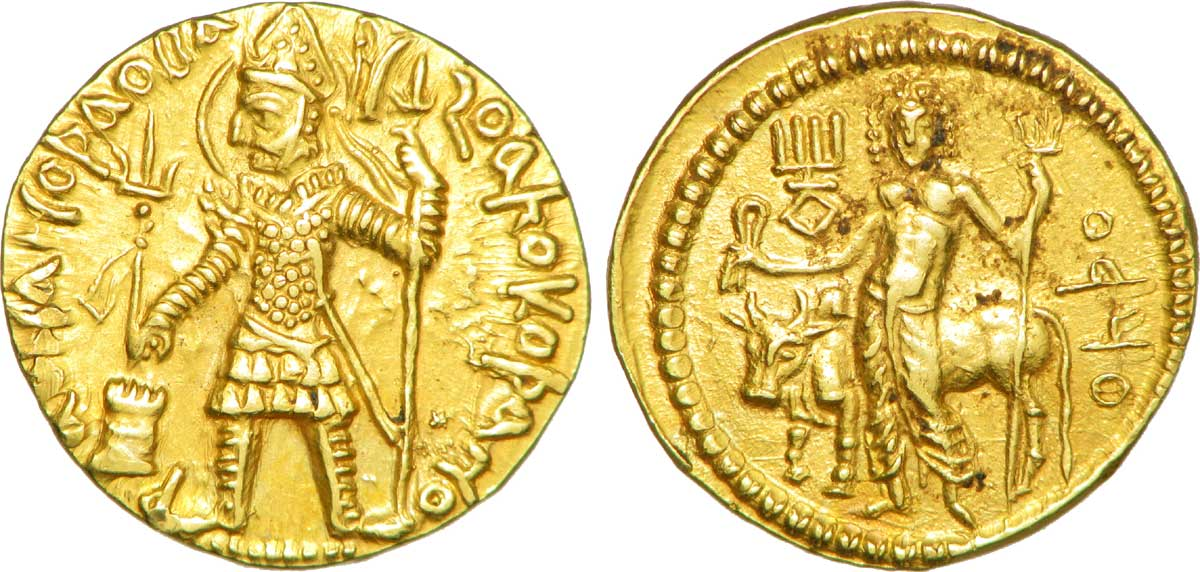
クシャーナ朝のコイン（紀元前1世紀から紀元2世紀頃）。右側のデザインはトリシューラ（三叉の槍）を持ち、牛の前に立つシヴァと解釈されている。

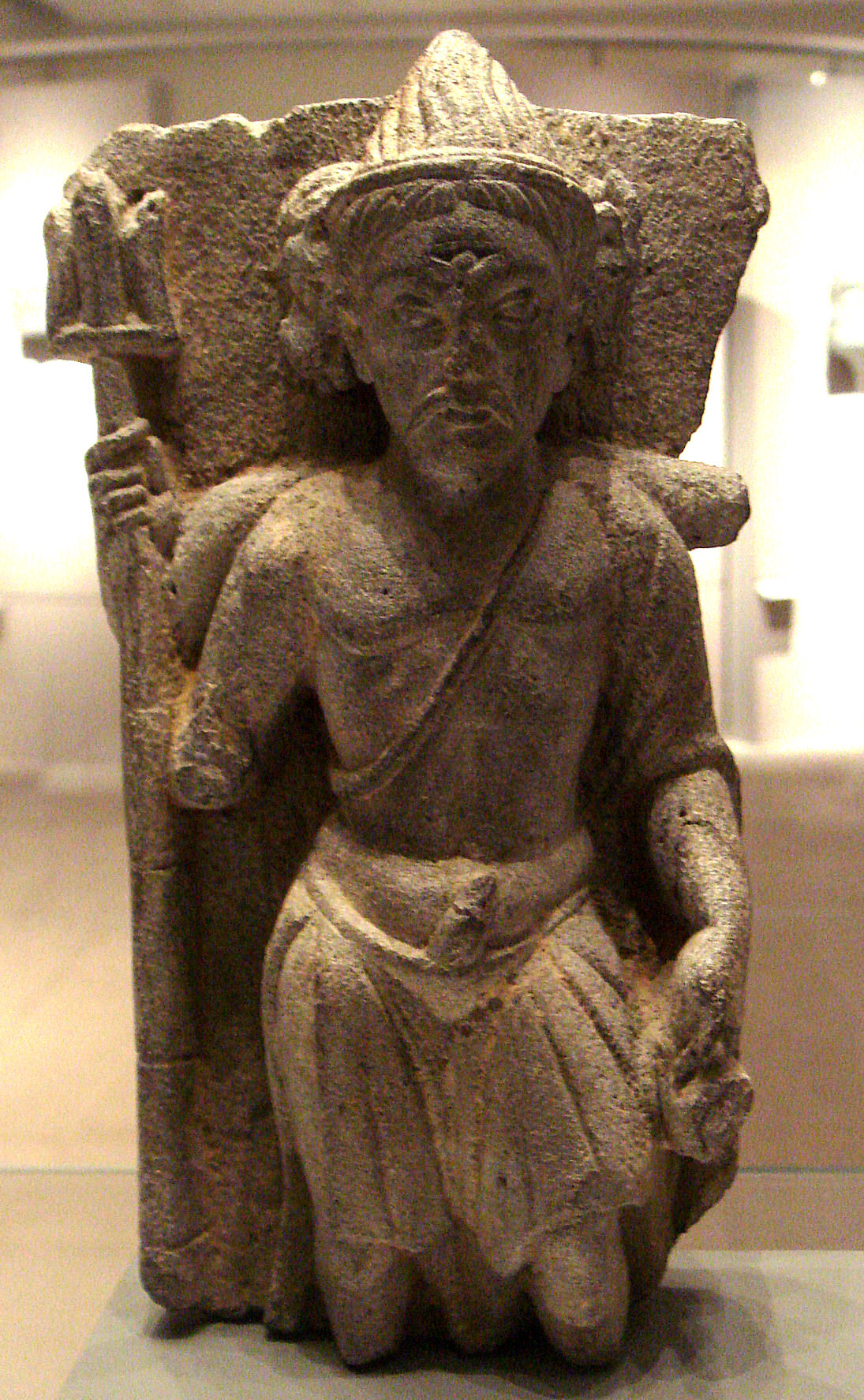
3つの顔を持つシヴァ。ガンダーラ。2世紀ごろのもの。

シヴァが偶像化されたものとして最も早い時期の物、すなわち彫像はガンダーラや古代インドの北西部で見つかっている。この彫像は損傷しており、加えて仏教関係の彫刻とも特徴が重なるため、はっきりとこれがシヴァであると言い切れない部分もあるのだが、シヴァの武器であるトリシューラと特徴のひとつであるファルスが確認できるのでおそらくシヴァであろうと考えられている。また、古代のクシャーナ朝のコインに描かれている神がシヴァではないかという指摘が存在する。クシャーナのコインではシヴァと思しき人物を指しウェーショー（またはオエーショ）と記されているが、ウェーショーの語源や由来ははっきりしていない。

### ルドラからヒンドゥー教の主神の1柱へ
ヴェーダのマイナーな神であったルドラが最高神としての神格へと発展していく過程の最初の痕跡は、ギャビン・フラッドによれば紀元前400年から紀元前200年頃の『シュヴェーターシュヴァタラ・ウパニシャッド』に見られる。これ以前のウパニシャッドの世界は不二一元論であり、『シュヴェーターシュヴァタラ・ウパニシャッド』はルドラ・シヴァ（ヴェーダ後のルドラ）に対する有神論的な信仰の最初のきっかけを与えている。すなわちこの文献で、ルドラ・シヴァが宇宙（ブラフマン）の創造者であり、魂（アートマン）を輪廻から解放する者であると同定される。シヴァ派の信徒、苦行者らに関する言及が、パタンジャリの『マハーバーシャ』や『マハーバーラタ』に見られることから、紀元前200年から紀元後100年には、シヴァへの帰依に焦点を絞るシヴァ派の歴史が始まっていることがわかっている。一方ロバート・ヒューム（Robert Hume）やドリス・スリニヴァサン（Doris Srinivasan）らは『シュヴェーターシュヴァタラ・ウパニシャッド』が提示するのはシヴァに焦点を当てた有神論ではなく、多元論、汎神論、単一神教であると述べている。
自らの内に全てを見、

全ての内に自らを見る者が、

ブラフマンに至る、

それ以外に道はない。
古いものでは紀元前10世紀の終わりから新しいものでは17世紀までと様々な時期に書かれた14のウパニシャッドから成る『シャイヴァ・ウパニシャッド』では、シヴァを物理世界を超越した普遍の存在ブラフマンとアートマンとして賞揚し、さらにシヴァに関する儀式と象徴主義について語っている。
ルドラに関して触れられる文献はわずかにとどまるが、例えばアタルヴァシラス・ウパニシャッド（紀元前5世紀頃）では、すべての神はルドラであり、全ての生命と全ての物質はルドラであり、ルドラは全ての中に存在する根源であり、最終目標（ジュニャーナ）であり、全ての見える物と見えない物の最も内側にある要素であると主張される。パウル・ドイセンによればカイヴァリャ・ウパニシャッド（紀元前10世紀頃）にもルドラがシヴァに置き換わったバージョンの、同様な記述がみられる。すなわち、アートマ・ジュニャーナに達する人は自らをすべての中に住まう神聖な要素として感じ、自ら及びすべての意識とシヴァ（すなわち至高のアートマン）との一体感を感じ、この至高のアートマンを自らの心の奥底に見つけるものである、と語られている。
シャイヴァ・プラーナ、特に『シヴァ・プラーナ』（10-11世紀）と『リンガ・プラーナ』（5-10世紀）にはシヴァの様々な姿、シヴァに関する神話や宇宙論、巡礼地（ティルサ）などが紹介されている。シヴァに関するタントラ文献は8世紀から11世紀の間に纏められており、シヴァ派の中でも二元論を固持する信徒にとってのシュルティ（聖典、ヴェーダ参照）となっている。シヴァに関する文献は10世紀から13世紀にかけてインド全土で発展しており、特にカシミール（カシミール・シヴァ派）とタミル地方（シヴァ・シッダーンダ、あるいは聖典シヴァ派とも）での受容が顕著である。

### シヴァによる信仰の融合
現代わたしたちが知るシヴァの姿は様々な古い神々がひとつの神格へと融合された結果であると言えるかもしれない。複合的なシヴァの神格がどのような過程を経て収束していったのかはわからないが、由来を辿る試みは行われており、いくつかの推測も存在する。例えばヴィジャイ・ナート（Vijay Nath）によれば、
ヴィシュヌとシヴァは（中略）彼らの信徒の信仰に、無数の地方の信仰と神々を取り入れ始めた。後者（地方の神々）は、例えば同じ神の様々な様相を表すものとして、あるいは同じ神の違った姿として、またはそれによって信仰されるようになった称号として取り入れられた。（中略）シヴァは無数の地方の信仰の中で、神々の名前に「イーシャ」（Isa）、「イーシュヴァラ」（Isvara）という接尾辞をつけることによって同一視されるようになった。例えば、ブテーシュヴァラ（Bhutesvara）、ハタケシュヴァラ（Hatakesvara）、チャンデシュヴァラ（Chandesvara）などのように。
例えば、マハーラーシュトラ州では地方の神としてカンドーバが信仰されている。カンドーバは農業と牧畜のカーストの守護神であった。ジェジュリがカンドーバ信仰の最縁部となる。カンドーバはシヴァの姿に取り込まれており、信仰はリンガを通して行われる。カンドーバはまた、スールヤ、カールッティーケーヤ（スカンダ）とも同一視されている。

## ヒンドゥー教の中での位置づけ

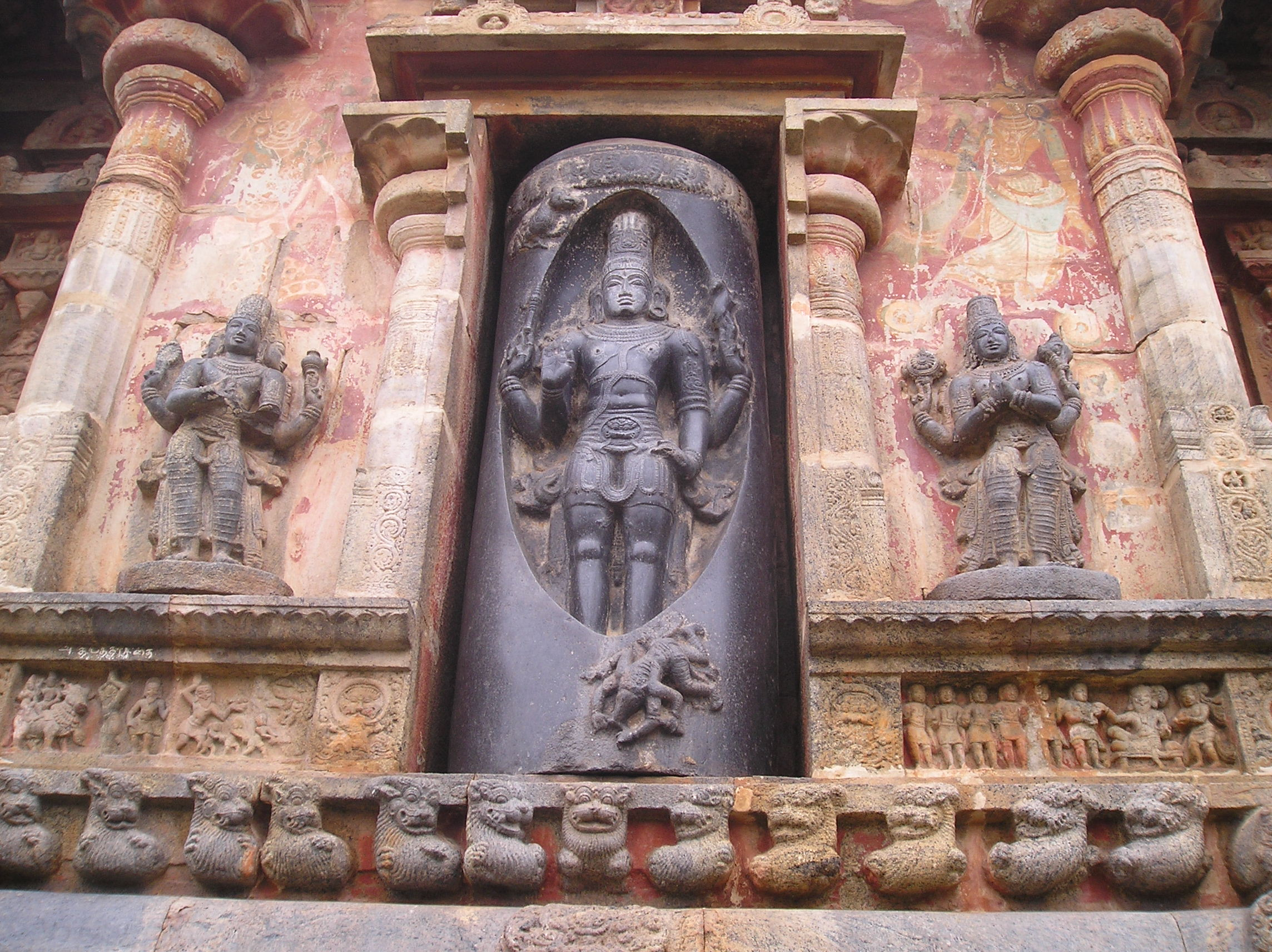
リンガから現れるシヴァを描くリンゴドバーヴァはシヴァ派の間で象徴的に信仰される。トリムルティにおいてシヴァがいかに傑出しているかを物語る。両脇のブラフマーとヴィシュヌはリンゴドバーヴァ・シヴァに会釈をしている。

### シヴァ派
シヴァ派はヴィシュヌ派、シャクティ派、スマールタ派と並びヒンドゥー教四大宗派のひとつとなっている。シヴァ派（シャイヴィズム）の信徒は「シャイヴァ」と呼ばれシヴァを最高神として崇めている。シヴァ派においては、シヴァは全ての中の全て、創造神、維持神、破壊神、啓示を与える者であり、全てを覆い隠すものだと信じられている。シヴァ派にとってシヴァは単なる創造者ではなく、彼自身も彼の作品であり、シヴァは全てであり、普遍的な存在である。シヴァ派においてシヴァは根本的な魂であり、純粋な魂であり、ブラフマンである。
シヴァ派の理論は2つに大別できる。比較的大きな勢力なのがバラモン教時代のヴェーダや叙事詩、プラーナ文献に見られるシヴァ・ルドラの影響を受ける理論。もう1つがシヴァ、シャクティに関するタントラ文献の影響をうける密教的な理論である。ヴェーダ・バラモン教のシヴァ理論は一元論（不二一元論）的性格と、神への帰依（二元論）的な性格が見られる。神への帰依とは例えばタミル地方（南インド）のシヴァ・シッダーンタ派やリンガーヤタ派のように寺院内にリンガやシヴァとパールヴァティの宗教画、ナンディンなどといった偶像や象徴を奉り、シヴァに纏わる神話をモチーフにしたレリーフで飾る。
シヴァ派のタントリズムは実践的な信仰の領域から派生した分派にて発展し、シヴァに関する神話やプラーナ文献を無視する。例えば今は途絶えたカーパーリカ派（髑髏男の意）の信徒と大乗仏教がかつて共存し、多くの習慣を共有し、髑髏を身に着けたシヴァとシャクティを崇拝し、髑髏の鉢で施しを求め、肉や酒や性的関心を儀式に用いていたという記録が残されている。対照的にカシミール・シヴァ派の密教的信仰はクラマ派（Krama）とトリカ派（Trika）を特徴とする。クラマ派はシヴァとカーリーのペアを重視する。一方のトリカ派はトリムルティの理論を発展させ、不二一元論的な解脱を追い求めるために、個人的な「シヴァ」に焦点を当てた禁欲的な生活を伴う。

### ヴィシュヌ派
ヴィシュヌ派の聖典でもシヴァについて語られている。シヴァ派の信仰でシヴァが最高神に位置付けられるのと同様に、ヴィシュヌ派ではヴィシュヌが最高神として扱われる。しかしいずれの宗派でも信仰は多神教的な性格をもっており、それぞれでシヴァとヴィシュヌが、加えてデーヴィ（ヒンドゥーの女神ら）が崇拝される。どちらの聖典にも排他的要素は含まれておらず、例えばヴィシュヌ派の『バーガヴァタ・プラーナ』ではクリシュナ（ヴィシュヌの化身）をブラフマンとして礼賛する一方でシヴァとシャクティ（シヴァの配偶神の1柱）も同じブラフマンの顕現した姿だとして称える。一方のシヴァ派でも同様にヴィシュヌが称えられる。例えば『スカンダ・プラーナ』では以下のように語られている。

ヴィシュヌはシヴァ以外の何者でもない。そしてシヴァと呼ばれる神は他でもないヴィシュヌと同一である。—『スカンダ・プラーナ』、1.8.20-21
双方の信仰に、シヴァとヴィシュヌのどちらが優れているかを競うエピソードや、シヴァがヴィシュヌに敬意を払う、またはヴィシュヌがシヴァに敬意を払うという挿話が存在している。サロジ・パンゼイ（Saroj Panthey）によればこれら双方の聖典、絵画などに見られるお互いを敬う描写は、彼らの持つ相互補完的な役割の象徴である。『マハーバーラタ』ではブラフマンはシヴァとヴィシュヌと同一であると、そしてヴィシュヌはシヴァの至高の姿であり、シヴァはヴィシュヌの至高の姿であると語られている。

### シャクティ派
ヒンドゥーの女神を重視するシャクティ派では、根本原理、普遍の現実であるブラフマンを女神（デーヴィ）であるとし、男性神を女神の同等かつ補完的なパートナーとして扱う。このパートナーはシヴァか、ヴィシュヌのアヴァターラ（化身）である。
『リグ・ヴェーダ』の賛歌、デーヴィ・スークタ（Devi Sukta）には女神を崇拝するこの信仰の最も早い痕跡がシヴァ・ルドラの文脈とともに見つけられる。

私は女王であり、宝を集めるものであり、もっとも慈悲深く、何よりもまず帰依する価値のある存在である。

    こうして神々は私をあらゆる場所に、わたしが住まう家とともに作り出した。

物を見、息をし、発せられた言葉を聴く者たちは、私を通してのみ日々の糧を得る。

    彼らは、私が宇宙の原理の中に住まうことを知らない。一同皆聴け、私の宣言する真実を。

私はたしかに宣言する。神も人も同様に歓迎しよう。

    私は私を慕うものを並外れて強い者にしよう。彼を豊かに育まれた者にしよう。賢人にしよう。ブラフマンを知るものにしよう。

ルドラ（シヴァ）のために弓を曲げよう。彼の放つ矢は不信心な者を滅ぼすだろう。

    私は人々のために戦えと命令を下そう。私は地上と天界とつくり、彼らの内側の支配者として住んでいる。

（以下略）
—『リグ・ヴェーダ』、デーヴィースークタ 10.125.3 – 10.125.8、
シャクティ派の理論を説明している『デーヴィ・ウパニシャッド』では第19詩にてシヴァに触れ、称えている。シャクティ派にとって『バガヴァッド・ギーター』と同等の価値を与えられている聖典、『デーヴィー・マーハートミャ』ではシヴァはヴィシュヌとともに礼賛されている。アルダナーリーシュヴァラという神格のコンセプトは、多くのヒンドゥー寺院、文献に見られるテーマであり、半分は男性で半分は女性であるという状態が象徴的に表現され、シヴァと女神シャクティの融合を表現している。。

### スマールタ派
スマールタ派ではシヴァはパンチャヤタナ・プージャ（儀式）で信仰されるの神の内の1人である。この儀式には5柱の神々を象徴する偶像が用いられる。パンチャヤタナ・プージャにおいてはこの5柱は同等なものとして考えられており、それぞれが五つ目型（さいころの5の形）に並べられる。シヴァ以外にはヴィシュヌ、いずれかのデーヴィ、スーリヤ、イシュタデーヴァターの偶像がこの儀式に用いられ信仰される。

### ヨーガ
様々なスタイルのヨーガの理論と実践はヒンドゥー教の大きな流れの一部であり続けてきた。そしてシヴァはヨーガの多くの文献で守護神として描かれ、また語り手となっている。ヨーガは10世紀ごろか、それよりも後に体系化されていると見積もられており、例えば『イシュヴァラ・ギーター』（Isvara Gita、シヴァの歌の意）といった文献とともに後世に伝えられている。アンドリュー・ニコルソンによればこの『イシュヴァラ・ギーター』はヒンドゥー教に深く、永続的な影響を与えている。
さらに『シヴァ・スートラ』や『シヴァ・サンヒター』、加えて例えば10世紀の『アビナヴァグプタ』といったカシミール・シヴァ派の学者たちの記した文献は、ハタ・ヨーガに影響を与え、不二一元論の思想とヨーガの哲学を融合し、またインド古典舞踊の理論的発展にも貢献している。

### トリムルティ
トリムルティとは、宇宙における創造と維持と破壊の機能を3柱の神に神格化させるというヒンドゥー教の理論である。ブラフマーが創造を司り、ヴィシュヌが維持を司り、シヴァが破壊/再生を司る。しかし古代の、あるいは中世の文献には様々な組み合わせのトリムルティが存在しており、中にはシヴァの含まれないものも存在する。

## シヴァ像に共通する要素

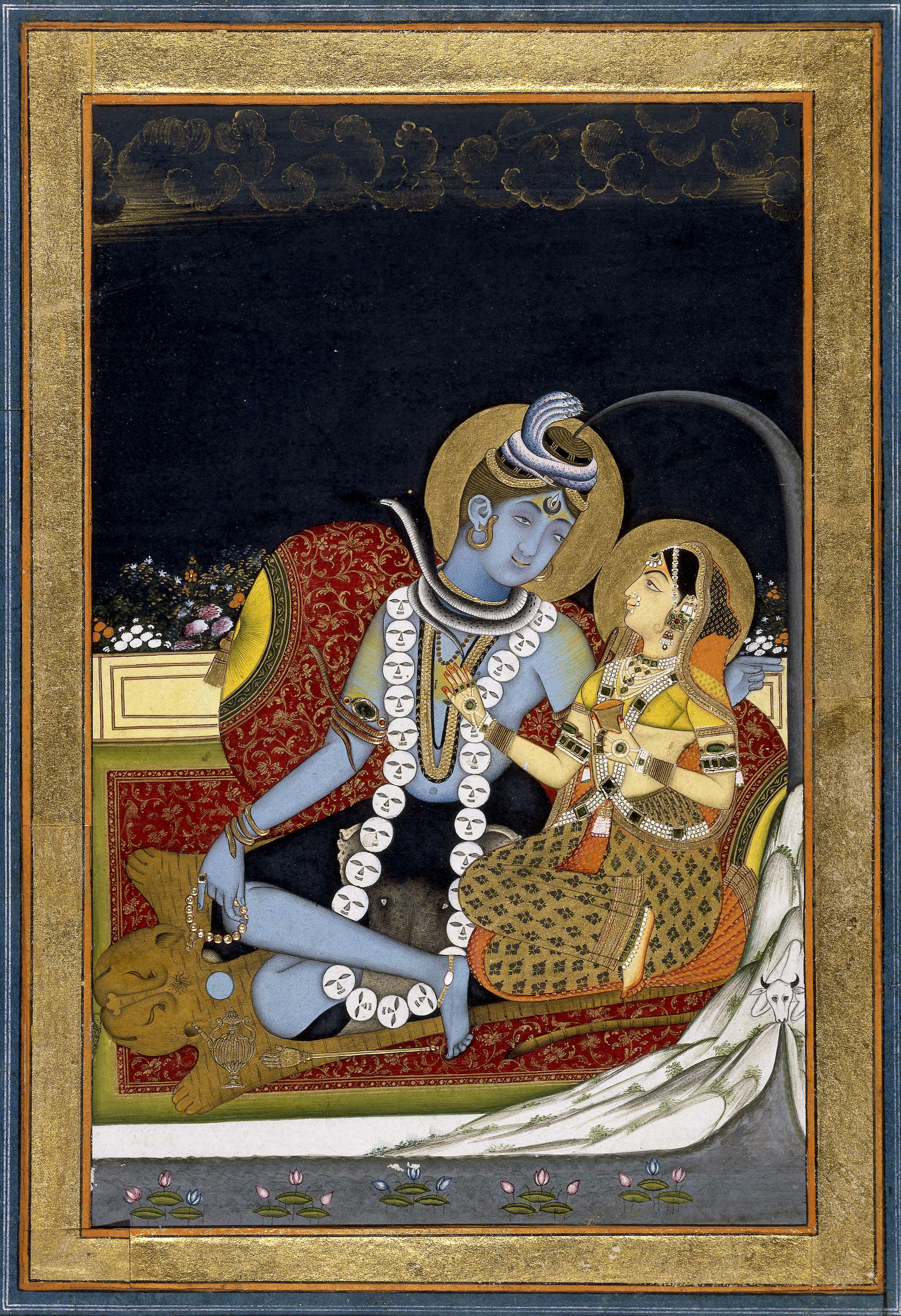
シヴァとパールヴァティ。シヴァには3つの目が描かれている。もつれた髪からガンジス川が流れ、蛇のアクセサリーに髑髏の花輪を身に着けている。体には灰（ヴィブーティ）を塗りたくり、虎の毛皮に座っている。

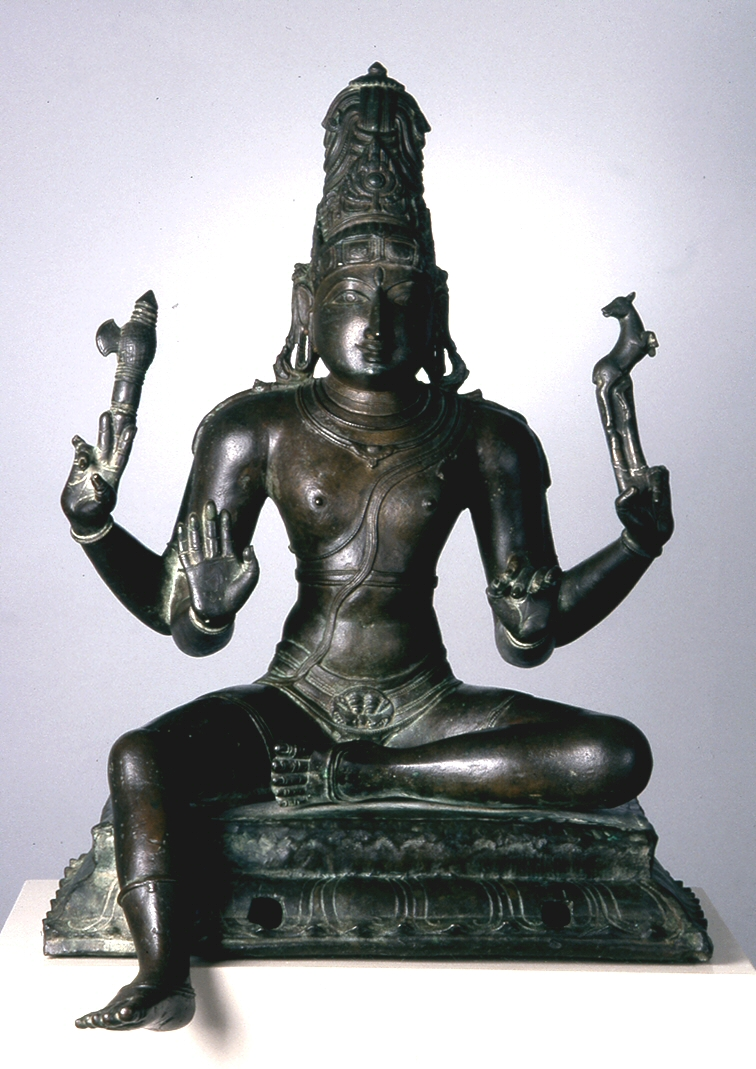
斧と鹿を手に座るシヴァ。

- 第三の目：シヴァは第三の目を持った姿で表現されることが珍しくなく、この目は欲望（カーマ）を焼いて灰にするとされている[174]。シヴァの異名として「トリャンバカ」（Tryambakam、त्र्यम्बकम्）という名がたびたび文献に登場する[175]。古典期のサンスクリット語では「トリャンバカ」にふくまれる「アンバカ」（ambaka）は「目」を意味し、また『マハーバーラタ』ではシヴァは3つの目を持つと描写されているため、しばしば「トリャンバカ」は「3つの目を持つ者」と翻訳される[176]。しかしヴェーダ語では「アンバ」または「アンビカ」（ambā、ambikā）は「母親」を意味する。そのため（『マハーバーラタ』よりも）早い時期のこの単語を基に考えると、トリャンバカは「3人の母を持つ者」と翻訳され、マックス・ミューラーとアーサー・マクドネルはこれを採用している[177]。しかしシヴァが3人の母を持つというエピソードは存在しないので、エドワード・ホプキンス（英語版）は「3人の母親」ではなく、「アンビカス」（Ambikās）という集合名で呼ばれる女神達[注 15]を指すのではないかとしている[178]。その他、「3人の妻を持つ者」、「3人の妹を持つ者」など、またはこの名前はルドラに与えられた捧げものを指しているのではないか[注 16]など様々に推測されている[179]。
- 三日月：シヴァは頭に三日月を着けた姿で描写される[180]。そのため「チャンドラセカラ」（Candraśekhara、चन्द्रशेखर、月の冠を戴くもの）という異名を持つ[181][182][183]。この三日月を伴った姿の起原はヴェーダの時代、まだシヴァがルドラだったころまで遡る[184]。ヴェーダにはルドラが傷をいやしたり、はては死者を生き返らせる様子さえ描写される[185]。そのことはルドラがソーマ（霊薬）を所有している様子を連想させ、実際に『リグ・ヴェーダ』ではソーマとルドラが共に希求される賛歌が存在する[185]。加えて後の文献にはソーマとルドラを同一視する記述も見られる[186]。ソーマはまた、徐々に月と同一視されるようになっている[187][注 17]。その後ルドラがルドラ・シヴァとしての重要性を増したころから頭に月が掲げられるようになった[187]。
- 灰：シヴァは体に灰（バスマ、またはヴィブーティ（英語版））を塗りたくった姿で描写される[188][189]。この灰は、全ての形あるものは永遠ではなくいつかは灰に帰ること、そして永遠の魂と精神的解放を追い求めることの重要さを表現している[190][191]。
- もつれた髪の毛：シヴァのこの特徴的な髪型もまたいくつかの異名の元になっている。例えば「ジャティン」（Jaṭin、もつれた髪を持つ者）[192]、「カパルディン」（Kapardin）など。カバルディンは「もつれた髪を与えられた者[193]」、「貝殻（カパルダ）のようなひも状に編んだ髪を持つ者[194]」などと翻訳される。カパルダ（kaparda）はタカラガイ、コヤスガイなど、あるいは貝殻状に編んだ髪、あるいはもじゃもじゃの髪、くるくるに丸まった髪を意味する[195]。
- 青い喉：「ニーラカンタ」（Nīlakaṇtha、नीलकण्ठ、青い首の意）というシヴァの異名の元になる特徴[196][197]。乳海攪拌によって猛毒ハーラーハラが湧き上がってくると、シヴァはそれを無毒化するために飲み込む。シヴァの胃の中には宇宙が存在しているため、それを見たシヴァの配偶神パールヴァティは慌ててシヴァの首を締めあげ毒が宇宙に回ることを防いだ。しかし毒はシヴァの喉を青く変色させた[198][199]。
- 瞑想するヨーギー：シヴァはヨーガのポーズ、結跏趺坐を組み瞑想に耽る姿で、また場合によってはヒマラヤのカイラス山の上で瞑想する姿で、ヨーガの王として表現されることも珍しくない[188]。
- 聖なるガンジス：シヴァはまた、「ガンガーダラ」（ガンジス川をもたらす者）という異名を持つ。ガンジス川はシヴァのもつれた髪から流れ出ている[200][201]。インドの主要な河川のひとつであるガンジス川は、シヴァのもつれた髪をその住処としていると言われる[202]。（参考：ガンガー）
- 虎の毛皮：シヴァは虎の毛皮の上に座った姿で描写されることも多い[188]。
- 蛇：シヴァはナーガ（蛇）を首に巻いた姿で度々表現される[203]。
- 三叉の槍：シヴァは通常トリシューラと呼ばれる三叉槍を持った姿で表現される[188]。この槍は武器、あるいは象徴として様々な文献に登場する[204]。シンボルとしてのトリシューラは「創造する者」、「維持する者」、「破壊する者」というシヴァの3つの側面を表している[205]。あるいは3つのグナ（トリグナ）、サットヴァ、ラジャス、タマスの平衡状態を表現している[206]。
- 太鼓：砂時計のような形の太鼓、ダマル（英語版）を持つ[207][208]。これはナタラージャ（Nataraja）という名で知られるシヴァの踊る姿を表した偶像に良く見られる特徴である[209]。このダマルを持つ際にはダマル・ハスタ（ḍamaru-hasta）と呼ばれる独特の手のポーズ（ムドラ）が用いられる[210]。ダマルはカーピーリカ派（シヴァ派の一派）シンボルとして用いられることでも特徴的である[211]。
- 斧：南インドではシヴァはよくパラシュ（斧）と鹿を手に持った姿で表される[212]。
- 数珠：シヴァは右手に数珠を巻いた姿で描写される。この数珠は通常ルドラークシャ（菩提樹の実）でできているとされる[188]。優雅さと乞食（こつじき）と瞑想を象徴する[213][214]。
- 牛 ：シヴァのヴァーハナ（神の乗り物となる動物）であるナンディン（またはナンディー）がシヴァとともに描かれる[215][216]。シヴァと牛のつながりは彼の異名である「パシュパティ」（Paśupati、पशुपति、牛の王の意）にも表れている[217]。ステラ・クラムリッシュは「パシュパティ」を「獣の王」という意味にとる。彼女は「獣の王」は特にルドラにあてられる異名であるとする[218]。
- カイラス山：ヒマラヤ山脈のカイラス山は伝統的にシヴァの住居であるとされている[188][219]。ヒンドゥー神話ではカイラス山はリンガ（英語版）の形をしていると見なされ、世界の中心であると考えられている[220]。
- ガナ：ガナ（英語版）はカイラス山に住むと言われるシヴァの眷属たちである。彼らの性質からしばしばブタガナス（bhutaganas、幽霊の軍隊）などとも呼ばれる。彼らの主人が侮辱された場合などを除いては基本的におとなしく、シヴァをとりなす存在として信仰の対象となる。シヴァの息子ガネーシャはガナたちの長を任されており、そのため「ガナ・イーサ」、「ガナ・パティ」（ガナの王）と呼ばれる[221]。
- ヴァーラーナシー：ヴァーラーナシーは特にシヴァのお気に入りの街と言われており、インドの聖地のひとつに数えられている。宗教的文脈ではヴァーラーナシーは「カーシー」とも呼ばれる[222]。

## 偶像や神話に見られる描写
シヴァはその性質にまったく正反対のものを抱えているため、ギャヴィン・フラッドはシヴァを曖昧さとパラドックスの神であると表現している。シヴァの相反する性質は彼に与えられた名前や、彼について語られるエピソードからも明らかである。

### 破壊を司る神と、恩寵を与える存在の対比
| シヴァは数多くの様相を併せ持つ。左： バイラヴァ（英語版）、シヴァの恐ろしい側面を象徴的に表現する。17世紀から18世紀、ネパール。右： 瞑想に耽るヨーギーとしてのシヴァ。リシケーシュ。 |  | シヴァは数多くの様相を併せ持つ。左： バイラヴァ（英語版）、シヴァの恐ろしい側面を象徴的に表現する。17世紀から18世紀、ネパール。右： 瞑想に耽るヨーギーとしてのシヴァ。リシケーシュ。 |
| シヴァは数多くの様相を併せ持つ。左： バイラヴァ、シヴァの恐ろしい側面を象徴的に表現する。17世紀から18世紀、ネパール。右： 瞑想に耽るヨーギーとしてのシヴァ。リシケーシュ。           |  | |

『ヤジュル・ヴェーダ』では対極にある2対の表現が見られる。すなわち「害のある」と「恐ろしい」（サンスクリット語：　rudra）および、「害のない」と「吉祥な」（サンスクリット語：　śiva）であり、マハデーヴ・チャクラヴァティ（Mahadev Chakravarti）はこのことが後にルドラ・シヴァ派という複雑な宗派を生み出す要因になったと結論づけている。『マハーバーラタ』ではシヴァは無敵で、強くて、恐ろしい存在の典型として、そして同時に誉れ高く、喜ばしく、素晴らしい神として描かれる。
恐ろしくも喜ばしいというシヴァの持つ二面性は、彼の対照的な名前にも表れている。「ルドラ」という名前はシヴァの恐ろしい側面を映し出している。歴史的に受け入れられているルドラの語源は、語根にあたる「ルド」（rud-、「叫ぶ」または「吠えたける」）に由来する。一方ステラ・クラムリッシュはラウドラ（raudra、「乱暴な」）に語源を求めている。乱暴さはルドラの持つ性格でもあり、彼女はしたがってルドラの名前を「乱暴な者」、「凶暴な神」と翻訳する。シャルマも彼女に倣い、ルドラの名前を「恐ろしい」と翻訳した。
異名のひとつ、ハラ（Hara）は重要な意味を持っていると考えられており、『マハーバーラタ』のアヌシャサナ・パルヴァに語られるシヴァ・サハスラナーマ（千の名前の賛歌）にはハラが3度登場する。このハラは、そうでない場合もあるが、それぞれ違う意味に翻訳される伝統がある。シャルマはこれらをそれぞれ「魅了する者」、「強固にする者」、「破壊する者」と翻訳した。クラムリッシュはハラを「夢中にさせるもの」と辞書的な文脈で紹介している。
他にも、シヴァの恐ろしい側面を表した様相として「カーラ」（Kāla、時間）あるいは「マハーカーラ」（Mahākāla、偉大な時間）が挙げられ、究極的にすべてを破壊するというニュアンスが含まれる。カーラという名前はシヴァ・サハスラナーマに登場し、ラム・カラン・シャルマはこれを「時間を司る至高の王」と翻訳した。また「バイラヴァ」（恐ろしい）という名は「絶滅」という意味をほのめかすシヴァの凶暴な様相のひとつである。対照的に「シャンカラ」（Śaṇkara）という名は「慈悲深い者」、「幸福を与える者」を意味し、シヴァの持つやさしい一面を反映している。このシャンカラという名前は、シャンカラ・アーチャーリヤ（Shankaracharya）としても知られるヴェーダーンタ学派の偉大な哲学者シャンカラ（788-820）が名祖となっている。シャムブー（Śambhu、शम्भु、自ずから輝く者）という異名もまた温和な一面を反映する。

### 苦行者としての姿、一家の主としての一面の対比
シヴァは禁欲的なヨーギーとして描かれ、同時に一家の主としての顔も持つ。本来両者はヒンドゥー教社会においては相いれない存在である。シヴァがヨーギーとして描かれる場合、シヴァは通常座り、瞑想をしている姿で表現される。シヴァの異名のひとつである「マハーヨーギー」（Mahāyogi、偉大なヨーギー）は彼とヨーガとの関係を物語っている。ヴェーダ時代（紀元前1500年-紀元前600年頃）の信仰は主に捧げものによる儀式を通して行われていたと考えられており、タパス（苦行）、ヨーガ、禁欲主義が重要な意味を持つようになったのはそれより後の、叙事詩が編纂される時代である。シヴァが世間を離れ禁欲的に瞑想に耽る姿で描かれるようになったことには、こういったヴェーダ時代後の宗教観が反映されている。
シヴァには妻パールヴァティと2人の息子、ガネーシャとカールッティーケーヤ（スカンダ）がおり、家族の一員であり一家の主としての顔を持つ。シヴァの異名である「ウマーパティ」（Umāpati、ウマーの夫）はそんなシヴァの一面を表している。シヴァ・サハスラナーマにはさらに「ウマーカーンタ」（Umākānta）、「ウマーダーヴァ」（Umādhava）という名前に触れられており、シャルマはこれらも「ウマーパティ」と同様の意味で用いられているとしている。叙事詩に登場するウマーは多くの意味で知られており、温和なパールヴァティの異名のひとつでもある。シヴァの息子ガネーシャは障害を取り除く神として、物事を始めるための神としてインド全土、ネパールで広く信仰されている。カールッティーケーヤは南インド、特にタミル・ナードゥ州、ケーララ州、カルナータカ州で良く信仰される。カールッティーケーヤにも様々な異名があり、南インドではスブラマニア（Subrahmanya）、ムルガン（Murugan）など、北インドではスカンダ、クマラ（Kumara）、カールッティーケーヤなどと呼ばれる。
地方の土着の神々がシヴァの息子として語られる例がある。例えば、シヴァはモーヒニーの美しさと魅力に絆されてモーヒニーとの間に子をもうけ、その結果シャスタが生まれた。このシャスタは土着の神であるアイヤッパ、アイヤナルと同一視される。また蛇の女神マナサーやアショーカスンダリがシヴァの娘であると語られることもある。

### 偶像に表される形

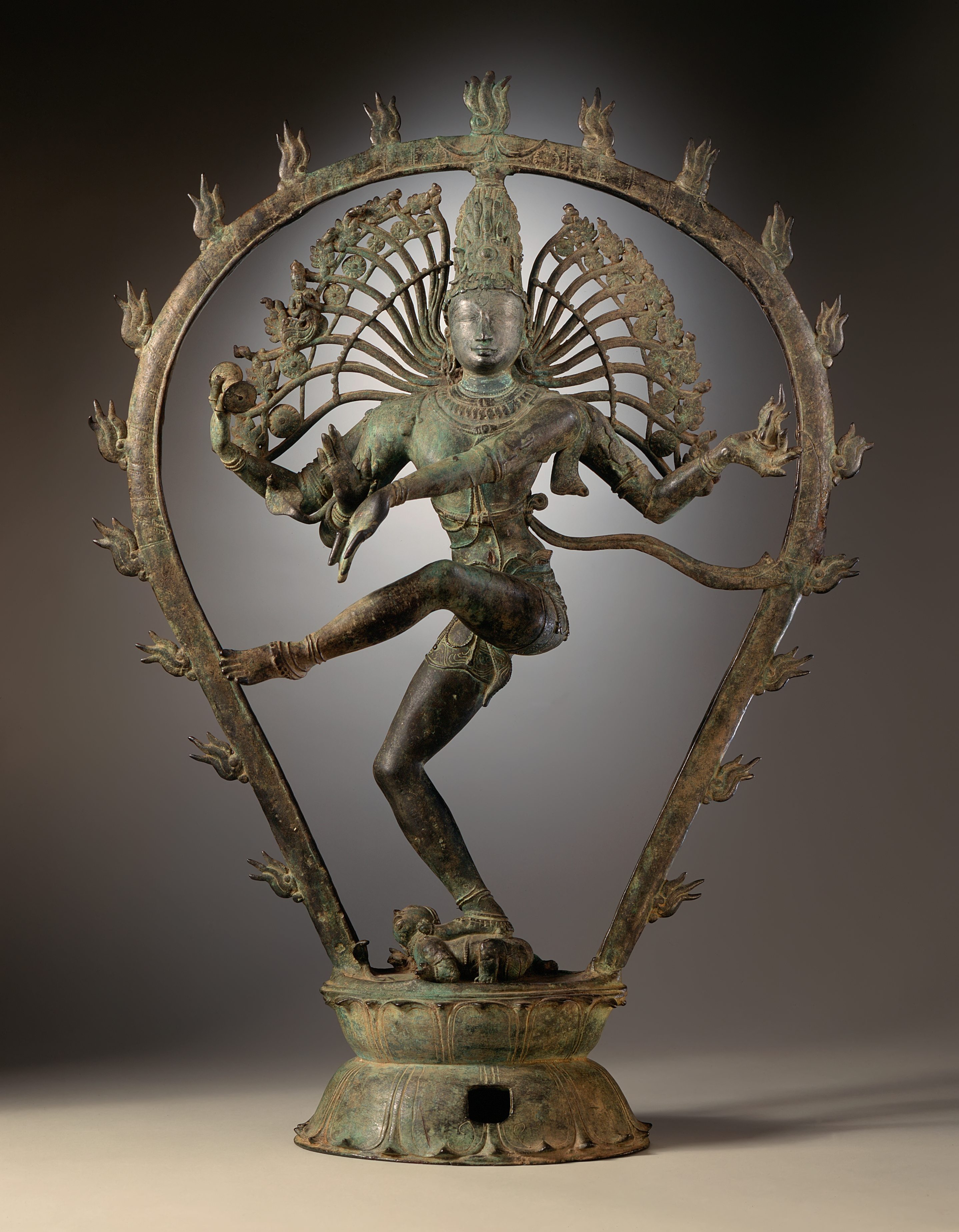
ナタラージャとして踊っているシヴァ。チョーラ朝時代の物。ロサンゼルス・カウンティ美術館。

ナタラージャ（naṭarāja、踊りの王）という形で表現されるシヴァも広く受け入れられている。「ナルタカ」（Nartaka、踊り手）とニチャナルタ（Nityanarta、永遠の踊り手）という名前もシヴァ・サハスラナーマに紹介されている。シヴァと踊り、シヴァと音楽とのつながりが顕著になるのはプラーナ文献の時代（4世紀から14世紀）である。特徴的なナタラージャのポーズの他にもインド各地で様々な踊りの形（nṛtyamūrti、リチャムールタ）が見られ、タミル・ナードゥ州では特によく体系化されている。ダンスの形で最も有名なものとして、ターンダヴァとラースヤが挙げられる。世界の破壊が必要になった時にはシヴァ（マハーカーラ）が舞うターンダヴァと、パールヴァティの踊るラースヤ、優美で繊細で穏やかな感情が特徴的な女性の舞踊によって、世界の破壊が遂行される。ラースヤは女性的な踊りとしてターンダヴァと対を成す。ターンダヴァとラースヤは世界の破壊と再生に結び付けて考えられる。
ダクシナムルティ（Dakṣiṇāmūrti）という様相は教師（グル）としてシヴァを表現している。この形ではシヴァをヨーガの、そして音楽の、知識の教師として、シャーストラについて議論を繰り広げる論客として表現する。インド芸術の中にシヴァを描くこの習慣はほとんどがタミルナードゥ州（南インド）を起源としている。ダクシナムルティではシヴァは鹿の玉座に座り、シヴァの教えに傾聴するリシ（賢者）たちに囲まれた姿で描かれる。

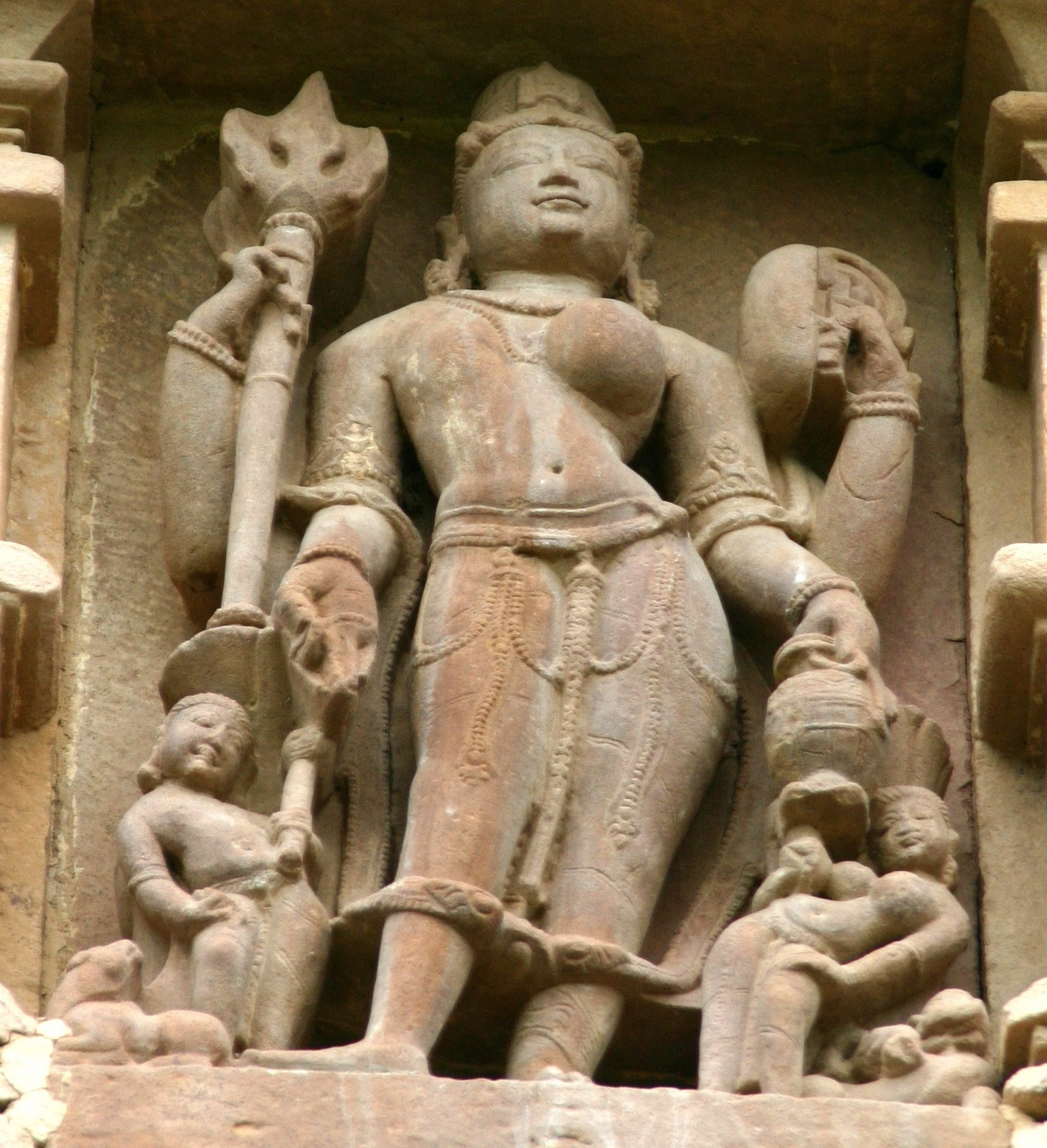
Ardhanarishvara、男性神シヴァと女性神パールヴァティが半分ずつ描かれる。カジュラーホー寺院群。

アルダナーリーシュヴァラはシヴァの体の半分を男性として、のこり半分を女性として描く。エレン・ゴールドバーグ（Ellen Goldberg）は、アルダナーリーシュヴァラという語は「半男、半女」ではなく、「半分が女性の王」と翻訳するのがふさわしいとしている。
シヴァはアスラたちの三重構造の要塞トリプラに向かって弓を構える姿で描写されることがある。シヴァの異名のひとつである「トリプランタカ」（トリプラを終わらせる者）はこの物語が由来となっている。

### リンガ信仰

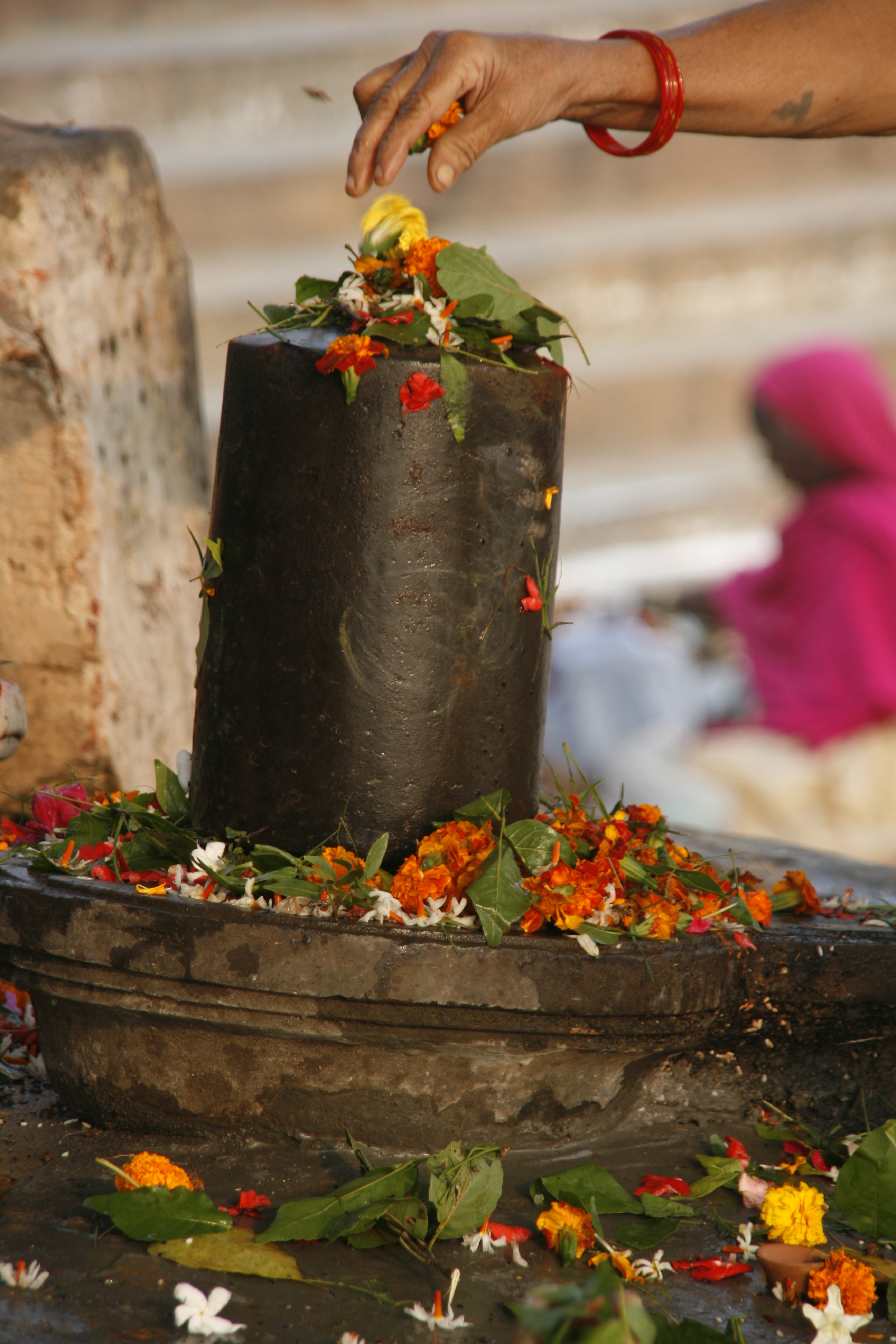
リンガへの献花。ヴァーラーナシー。

人の姿での表現のみならず、シヴァはリンガ（リンガムとも）という形に象徴化される。リンガの形は様々である。一般的なものでは、ヨーニと呼ばれる注ぎ口が付いた円盤上のオブジェクトの真ん中から、円柱が垂直にそそり立つという形をしている。このヨーニは女神シャクティを象徴化している。シヴァを祀る寺院であれば通常リンガは寺院内の聖所に置かれ、牛乳、花、花びら、果物、葉っぱ、お米などが捧げられる。モニエル・ウィリアムズ、ユディット・グリーンバーグ（Yudit Greenberg）らによれば、リンガは字義をとれば「印」、「符号」、「紋」に翻訳され、また、「それによって何か他の物が存在することを確かに推測できる印」を意味する。すなわちシヴァという存在に象徴されている、自然界に備わっている、神聖な再生の力を暗示するとする。ウェンディー・ドニガーをはじめとする一部の学者は、リンガは単純にファルスを象徴化したものに過ぎないとするが、ヴィヴェーカーナンダ、シヴァナンダ・サラスヴァティ、バラガンガダーラらはこの評価に反対の立場をとる。M・ヴィンテルニッツは、リンガの象徴するものは単純に、シヴァに内在する自然のもつ生産と創造の原則であり、歴史の中に猥褻な性器信仰の存在した痕跡は認められないとしている。
リンガ信仰の由来を辿ると『アタルヴァ・ヴェーダ』（紀元前1200年-紀元前1000年）に収録されている賛歌にまで遡る。ユパ・スタンバ（Yupa-Stambha）、儀式のための柱を称える歌であり、始まりも終わりもないスタンバ（Stambha）あるいはスカンバ（Skambha）という記述がみられ、これは、このスタンバが永遠のブラフマンの象徴として建てられていることを示している。ちょうどヤジナ（儀式）の火が、煙が、灰が、炎が、ソーマが、このヴェーダの儀式に用いられる薪を運ぶのに使われた牛が輝かしいシヴァの体に、彼の褐色のもつれた髪に、青い喉に、シヴァの乗り物としての牛に置き換えられたように、ユパ・スタンバはやがてシヴァ・リンガに置き換えられた。『リンガ・プラーナ』では同じ賛歌が偉大なスタンバの栄光とマハーデーヴァの優位性を確立するためのストーリーに展開される。
シヴァの象徴として作られたもので現存する最も古いリンガは紀元前3世紀に作られたものでグディマラム村に見つかっている。シヴァ派の巡礼の習慣ではインド各地に散らばる主要な12のシヴァ寺院をジョーティルリンガ（光のリンガの意）と呼ぶ。

### 5つのマントラ

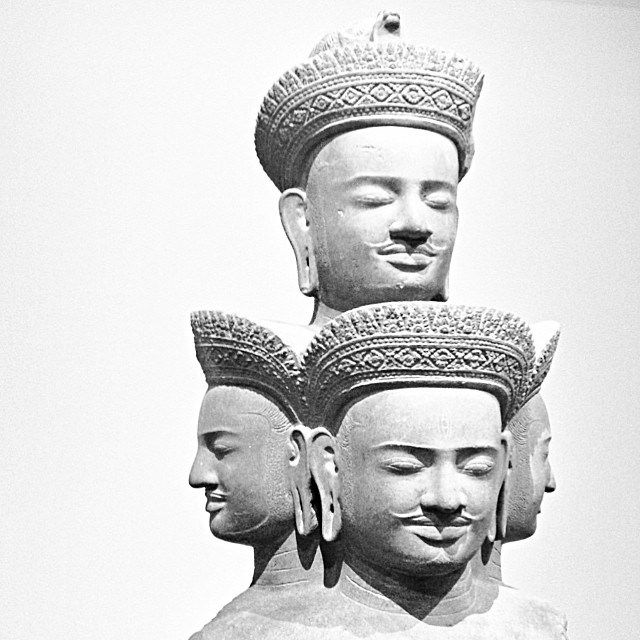
サダシヴァ、5つの頭を持つシヴァ。カンボジア、10世紀。

「5」はシヴァと結び付けられて考えられる神聖な数字になる。シヴァのマントラの中でも最も重要なもののひとつ、「ナマ・シヴァーヤ」（namaḥ śivāya）も5音節である。
シヴァの体はパーンチャブラフマンス（pañcabrahmans）と呼ばれる5つのマントラから成ると言われている。これら5つはそれぞれ神という形をとり、名前と偶像上の特徴を持っている。
- サドヨジャータ（英語版）（Sadyojāta）
- ヴァマデーヴァ（英語版）（Vāmadeva）
- バイラヴァ（英語版）
- タトプルシャ（英語版）（Tatpuruṣa）
- イシャーナ（Īsāna）

これらはシヴァの5つの顔として表現され、また様々な文献にて5つの要素、5つの感覚、5つの知覚の器官、5つの活動の感覚器官と結び付けられている。教義の違いによって、あるいはもしかすると伝達の失敗から、これらの5つの顔がどの特性と結び付けられているのかに関してはバリエーションが存在する。全体としての意味合いはクラムリッシュによって以下のように要約されている。
これらの超越的なカテゴリを通して、究極の現実（ブラフマン）であるシヴァは全ての存在するものの作用因、質料因となる。
『パーンチャブラフマ・ウパニシャッド』には以下のように語られている。
全ての現象世界は5つの性質からなると知りなさい。シヴァの永遠の真理は5つのブラフマンから成る性質なのだから。—『パーンチャブラフマ・ウパニシャッド』31

### アヴァターラ
プラーナ文献には時折「アンシュ」（ansh）という言葉が現れる。これは「一部」という意味で、同時にシヴァのアヴァターラ（化身）を意味する言葉である。しかしこの「アンシュ」がシヴァのアヴァターラを意味するというアイデアはシヴァ派の中でも全体に受け入れられているわけではない。『リンガ・プラーナ』に語られるシヴァの姿形は合計で28種類に及び、そのうち何回かはアヴァターラとして語られる。しかしこういう表現は全体から見ると稀で、シヴァ派の信仰の中でシヴァのアヴァターラが語られることは珍しい。これは「ヴィシュヌのアヴァターラ」というコンセプトをことさら強調するヴィシュヌ派とは対照的である。
いくつかのヴィシュヌ派の文献では、敬意をもってシヴァと神話の中の登場人物とをリンクさせている。例えば、『ハヌマン・チャーリーサ』（賛歌）ではハヌマーンはシヴァの11番目のアヴァターであるとされている。『バーガヴァタ・プラーナ』、『ヴィシュヌ・プラーナ』ではリシ、ドゥルヴァーサがシヴァの一部であると語られている。中世の著述家たちの中には不二一元論で知られる哲学者シャンカラをシヴァの生まれ変わりであるとする者もいる。

## 祭り
マハー・シヴァラートリーは毎年開催されるシヴァのお祭りである。太陰暦で毎月の13日の夜と14日に「シヴァラートリー」が行われるが、1年に一度、太陽暦の2月か3月、春の訪れの前に「マハー・シヴァラートリー」（偉大なシヴァの夜の意）が開催される。
マハー・シヴァラートリーはヒンドゥー教の主要な祭礼のひとつであり、厳粛な性格のものである。宗教的には、この祭りには世界と人生に存在する「暗闇と無知の克服」を心に刻むという意味があり、シヴァの神格と人々の信仰といった両極性について瞑想する日でもある。シヴァに関係する詩が詠唱され、祈りがささげられ、シヴァが心にとどめられ、断食とヨーガが実践され、自制、誠実さ、非暴力、寛容、内省と懺悔、そしてシヴァへの到達についての瞑想が行われる。熱心な信者は夜を徹する。そうでない者はシヴァの寺院を訪れたり、ジョーティルリンガ（主要な12のシヴァ寺院）を巡礼する。寺院を訪れた者は牛乳、果物、花、葉っぱ、甘味をリンガに捧げる。コミュニティによっては、シヴァが踊りの神であることにちなみ、ダンスイベントを開催する。コンスタンス・ジョーンズ（Constance Jones）とジェームズ・リャン（James D. Ryan）によればマハー・シヴァラートリーの起源は古代ヒンドゥー教の祝祭まで、おそらく5世紀頃までさかのぼる。
シヴァにまつわる地域のお祭りとしてはマドゥライのチッティライ祭が挙げられる。これは4月か5月に開催され、南インドでは最大級のお祭りとなり、ミナクシ（パールヴァティの化身）とシヴァの結婚を祝う。ヴィシュヌが彼の女兄弟であるミナクシをシヴァに嫁がせたという背景があるため、この祭りはヴィシュヌ派とシヴァ派がともに祝うものとなっている。また、ディーワーリー（新年の祭り）の期間にタミルナードゥ州のシヴァ派コミュニティはカールティッカイ・デーパム（Karttikai Deepam）という祭りでシヴァとムルガン（スカンダの異名、シヴァの息子）に祈りを捧げる。
シャクティ派の祝祭にも、最高神である女神とともにシヴァを信仰する祭り、例えば女神アンナプールナに捧げられるアンナクタ（Annakuta）祭や、その他ドゥルガーに関するお祭りがいくつか存在する。ネパールやインド北部、中部、西部などヒマラヤに近い地域では雨季に女性が中心となってティージ祭が開催される。パールヴァティを称える祭りであり、パールヴァティ・シヴァ寺院に集まりみんなで歌い、踊り、そして祈りがささげられる。
かつては、イスラム教の支配の広がった時代に戦士となった苦行者など、現代でもシヴァに関係するヴェーダやタントリズムの信仰から派生した禁欲主義者、苦行者など（サンニヤーシ、サドゥら）がクンブ・メーラという祝祭を祝う。この祭りは4つの場所で12年に1度ずつ、それぞれ3年ずつ時期をずらして開催される。つまり3年に1度どこかでクンブ・メーラが開催される。プラヤーグ（イラーハーバード）で行われるものが最も大きなクンブ・メーラとなり、数100万人に及ぶ様々な宗派のヒンドゥー教徒がガンジス川とヤムナー川の合流地点に集まる。伝統的にシヴァを信仰する禁欲派の戦士（ナーガ）達が最初に川に入り、沐浴と祈祷を行うという栄誉に与っている。

## ヒンドゥー教以外での受容

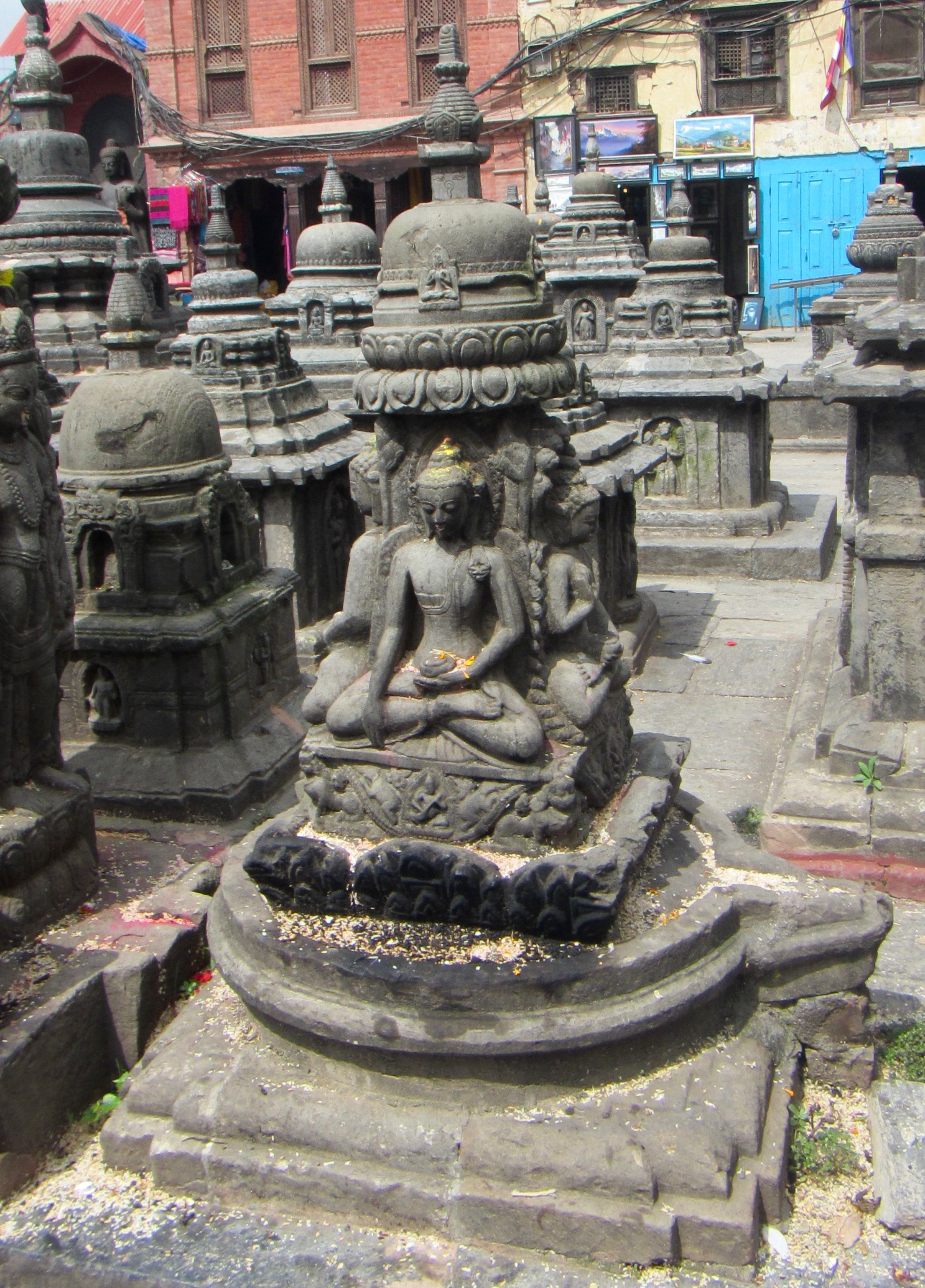
ヒマラヤにある15世紀の仏教寺院の仏陀像。台座としてシヴァ・リンガと仏陀が彫られている。

シヴァは（仏教の）密教にも登場し、彼はウパーヤとして、シャクティはプラジュニャーとして描かれている。（仏教の）密教の宇宙観ではシヴァは受動的に描かれ、逆にシャクティが能動的に描かれている。
シク教の聖典、グル・グラント・サーヒブに収録されるジャプジ・サーヒブ（祈り）には「グル（指導者）はシヴァであり、グルはヴィシュヌとブラフマーである。グルはパールヴァティとラクシュミーである」という一節がある。同じ章には「シヴァが語る。シッダ（Siddha、達した者）らが耳を傾ける。」ともある。また別の聖典、ダサム・グラントではグル・ゴービンド・シングがルドラの2つのアヴァターラについて触れている。
| シヴァは仏教の神として取り入れられ、あるいは融合している。左： 日本の大黒天はシヴァと大国主が融合した神格である。右： 不動明王は恐ろしい姿で適応したシヴァである。 |  | シヴァは仏教の神として取り入れられ、あるいは融合している。左： 日本の大黒天はシヴァと大国主が融合した神格である。右： 不動明王は恐ろしい姿で適応したシヴァである。 |
| シヴァは仏教の神として取り入れられ、あるいは融合している。左： 日本の大黒天はシヴァと大国主が融合した神格である。右： 不動明王は恐ろしい姿で適応したシヴァである。 |  | |

シヴァ信仰はエフタル（遊牧国家）とクシャーナ朝を通して中央アジアに広まった。ザラフシャン川沿いのパンジケントの壁画からはソグディアナやホータン王国でもシヴァ派の信仰が盛んだったことが示されている。この壁画ではシヴァは後光をバックにヤジノパヴィタ（Yajnopavita、肩から下げる聖紐）を身に着け、虎の毛皮を身にまとった姿で描かれるが、この壁画では彼の眷属らはソグディアナの民族衣装を身に着けている。ダンダン・ウィリクで見つかった羽目板にはトリムルティの1柱として描かれるシヴァにシャクティが跪く姿が描かれている。またタクラマカン砂漠にも4つの足をもつシヴァが、2頭の牛が支える玉座に足を組んで座る様子が描かれた（壁画）が存在する。加えてゾロアスター教の風の神ヴァーユ・ヴァータがシヴァの特徴を受け継いでいる点も注目に値する。
インドネシアではシヴァはバタラ・グルとして崇拝される。バタラ・グルはムラジャディ・ナ・ボロンの妻、マヌク・パティアラジャが産んだ卵から最初に孵化した子供であるとされ、このシヴァのアヴァターラは同様にマレーシアでも信仰される。インドネシアのヒンドゥー教ではシヴァはマハーデーワ（Mahadewa）としても信仰されている。
日本の七福神の1柱である大黒天はシヴァから発展した神格であると考えられている。日本では屋敷神として祀られ、財と幸運の神として信仰を集めている。「大黒天」という名前はマハーカーラの漢訳である。
新興宗教のオウム真理教ではシヴァを「シヴァ大神」と位置付け、全ての根本神とした。